# Социјалистичке читаонице у Градској општини Чукарица
Прва читаоница на простору данашње општине Чукарица, свечано је отворена у Жаркову 24.06.1903. године, у просторијама Земљорадничке задруге. О овом догађају сведоче „Радничке новине” у броју 28 од 02.07.1903, у рубрици „Наши зборови”.

## Организација читаонице
Тог дана сазван је збор земљорадника Жаркова, на коме су присутни упознати са правилима читаонице и изабрани су чланови управног и надзорног одбора. Чланове ових одбора чинили су земљорадници и радници из Жаркова (укупно је било 10 чланова).
Правила прве социјалистичке читаонице у Жаркову су изграђена у сарадњи са Радничким савезом Београда и носе обележја свих читаоница радничких организација из тог времена. Први књижничар био је земљорадник Љубисав Јанковић.
У броју 31 од 11.07.1903. год. „Радничких новина“ штампана су Правила Читаонице у целини. Правилник Жарковачке читаонице састојао се од 27 правила. 

### Нека од најзанимљивијих правила
Члан 1
Читаоници је име „Жарковачка читаоница“. Седиште је у селу Жаркову.
Члан 2
Читаоници је циљ да ради на васпитању у општем образовању...
Члан 5
Чланови су редовни, утемељачи, добротвори и почасни. Редован члан може бити онај који се обавеже на тачно испуњавање правила и службених решења, а који при упису положи 0,50 динара, а сваке недеље по 0,20 динара....
Члан 7
Чланство престаје када члан то сам изјави или не уплати свој улог за четири недеље без оправдања и када ради на штету ове установе.
Члан 16
Листове за читаоницу и књиге за књижницу набавља управа.
Члан 17
Читаоницом и књижницом управља књижничар под надзором управе.
Члан 20
Књиге узете из књижнице не могу се више од две недеље држати.
Члан 21
Ни један члан не може имати при себи више од две свеске.
Члан 22
Који би год новине или књигу подерао, искварио или упропастио дужан је или нову набавити или њену вредност исплатити.
Члан 27
Читаоница може престати када број редовних чланова падне испод 10 или кад то Скупштина реши.

## Историја рада читаонице
Читаоница је била претплаћена на неколико дневних листова и часописа и имала је „доста књига“ (нигде се не наводи тачан број). Поред чланова управног одбора, који су били редовни читаоци и остали становници Жаркова су радо долазили на читање дневне 
штампе и исто тако узимали књиге за читање.
Читаоница са књижницом није дуго опстала у Жаркову, престала је са радом услед притисака општинских и среских власти, према сведочењу првог секретара читаонице господина Милана Бањалића. Према подацима из „Радничких новина“, број 19 од 09.03.1904. године затварање прве социјалистичке читаонице у Жаркову објављено је овако:
„Жарковачка читаоница ликвидирана је јануара месеца, а имовина предата Радничком савезу. Јавља се ово ради знања свима да се више не би њој обраћали.“

## Читаоница наБановом брду
Према подацима о културном животу тадашњег села Чукарице, верује се да је још једна књижница – читаоница отворена у оквиру Чукаричког радничког друштва. У кафани „Михајловац“, новембра месеца 1903. године, која је убрзо због промене седишта тог друштва пребачена у „Нову кафану“. Податак из јануара 1904. Године кажу да је у њој било око 200 књига на српском језику и 24 књиге на немачком језику. Књиге су набављане једним делом куповином, а неке су биле поклони. Радници Чукарице у њој су могли читати и социјалистичку штампу и литературу. Ова читаоница је 1905. године добила своја Правила, што је утицало на бољу организацију рада и постала је Самостална радничка читаоница. Фонд читаонице се повећавао током година и она је постепено прерасла у библиотеку.